# Emilio González Urberuaga

Emilio González Urberuaga (Madrid, 1954) es un ilustrador español.

## Biografía
Emilio González Urberuaga nació en 1954 en Madrid.
A partir de 1982 comienza su trabajo como ilustrador y autor de libros infantiles. Ha trabajado en diferentes campos de las artes plásticas como el grafismo, la estampación o el grabado. 

Realiza ilustraciones para periódicos, revistas, libros de texto, carteles publicitarios y libros. Su obra expuesta en varios países europeos. Se caracteriza por los trazos sencillos, normalmente en blanco y negro, y en ocasiones le añade algo de color. 

Es el ilustrador de muchos de los libros de la autora Elvira Lindo.  Y es el “padre” de Manolito Gafotas.

La obra de Emilio González Urberuaga, se encuentra en el Gabinete de estampas de la Biblioteca Nacional, en la Fundación Juan March, en la Caja de Ahorros de Granada, el Museo de Dibujo Castillo de Llares y el Museo del Milenario de Sofía (Bulgaria),  entre otros centros artísticos. 

Es el único ilustrador español cuya obra está representada en el Chihiro Art Museum de Tokio. 

## Premios
- VII Premio Anaya de Literatura Infantil y Juvenil en el 2010, con la obra “El hombre con el pelo revuelto”.
- Premio CCEI de ilustración 2001, por “¡Oh, qué voz tiene el león!”.
- Finalista del , por “El secreto de Oscar”.
- Premio Crítica Serra d’Or en el 2008 Archivado el 17 de enero de 2012 en Wayback Machine., en la categoría infantil, por “Dos fils”.
- Incluido en la lista The White Ravens de la Internationale Jugendbibliothek de Múnich 2009, por “Discurso del oso”.
- En el 2011 el Premio Nacional de Ilustración, por el conjunto de sus obras.

## Obra literaria

### Como autor e ilustrador
- La selva de Sara. (Publicado en 2003 por Ediciones Baula, Colección “Ala delta 8”)
- Hilda, des riesenschaf.
- ¿Qué hace un cocodrilo por la noche? (Publicado en castellano y alemán en 1998 por Kókinos,S.A.)
- Marina. ( Publicado en 1999 por Anaya, Colección “Mi primera sopa de libros”)
- Pluma y tapón. (Publicado en 1999 por Anaya, Colección “Mi primera sopa de libros”)
- Una cosa negra. (Publicado en 2011 por Narval Editores)
- Coco y la luna. (Publicado en 2008 por Kókinos)
- Animales parecidos. (Publicado en 2012 por Anaya, Colección “Sopa de libros”)

### Como ilustrador
- Dolor de rosa y otros cuentos. (Escrito por Joles Sennell, Traducido por Angelina Gatell, Publicado en 1988 por Espasa Libros, Colección “Austral juvenil, 97”)
- La Eneada. (Escrito por Jan Mark, Publicado en 1988 por Espasa Libros, Colección “Austral juvenil 95”)
- El misterioso influjo de la barquillera. (Escrito por Fernando Alonso, Publicado en 1999 por Anaya, Colección “Sopa de libros”)
- El juego de las cuatro esquinas. (Escrito por Gianni Rodari, Traducido por Elena del Amo, Publicado en 1989 por Editorial Planeta DeAgostini, Colección “Austral juvenil 75”)
- El televisor mágico. (Escrito por Braulio Llamero, Publicado en 1990 por Ediciones SM, Colección “Catamarán 21”)
- Vampirchen hat im dunkelm angst.
- 40 historias de bolsillo. (Escrito por Luigi Malerba, Traducido por Elena del Amo, Publicado en 1993 por Espasa Libros, Colección “Austral juvenil,65”)
- El palacio de papel. (Escrito por José Zafra Castro, Publicado en 1998 por Anaya, Colección “Sopa de libros”)
- Un tiesto lleno de lápices. (Escrito por Juan Farias, Publicado en 1994 por Espasa libros, Colección “Austral juvenil, 21”)
- Olivia y la carta a los Reyes Magos. (Escrito por Elvira Lindo, Publicado en 1998 por Editorial Cruilla, Colección “Contes d’ara, 10”)
- Olivia no se quiere bañar. (Escrito por Elvira Lindo, Publicado en 1998 por Editorial Cruilla, Colección “Contes de’ ara, 9”)
- Olivia no sabe perder. (Escrito por Elvira Lindo, Publicado en 1997 por Editorial Cruilla, Colección “contes de’ ara, 2”)
- Olivia no quiere ir a la escuela. (Escrito por Elvira Lindo, Publicado en 1998 por Editorial Cruilla)
- Tres historias de Olivia: Olivia no quiere perder; Olivia y el fantasma; Olivia y la carta a los Reyes Magos. (Escrito por Elvira Lindo,  Publicado en 1998 por Círculo de Lectores)
- Yo y el Imbécil. (Escrito por Elvira Lindo, Publicado en 2004 por Ediciones Alfaguara, Colección « Próxima parada Alfaguara, Serie Azul »)
- Manolito Gafotas. (Escrito por Elvira Lindo, Publicado en 2002 por Ediciones Alfaguara)
- Calendario de Manolito Gafotas. (Escrito por Elvira Lindo, Publicado en 1999 por Ediciones Alfaguara)
- ¡Cómo molo!. (Escrito por Elvira Lindo, Publicado en 2004 por Ediciones Alfaguara)
- Manolito on the road. (Escrito por Elvira Lindo, Publicado en 1999 por Ediciones Alfaguara, Colección “Manolito Gafotas”)
- Manolito tiene un secreto. (Escrito por Elvira Lindo, Publicado en 2004 por Ediciones Alfaguara)
- Pobre Manolito. (Escrito por Elvira Lindo, Publicado en 2002 por Ediciones Alfaguara)
- Los trapos sucios. (Escrito por Elvira Lindo, Publicado en 2001 por ediciones Alfaguara)
- Todo Manolito.
- El secreto del lobo. (Escrito por Fernando Alonso, Publicado en 1998 por Editorial Luis Vives (Edelvivies), Colección “Ala Delta 221, Serie Roja”)
- Me llamo Pablito. (Escrito por Carlos Murciano, Publicado en 2004 por Editorial Luis Vives, Colección “Ala Delta, Serie Roja”)
- Aprendiz de horizonte.
- El árbol de los sueños. (Escrito por Fernando Alonso, Publicado en 2004 por Ediciones Alfaguara)
- ¡Caramba con los amigos! (Escrito por Ricardo Alcántara, Publicado en 2003 por Círculo de Lectores)
- ¡Caray, que lista es mi madre! (Escrito por Ricardo Alcántara, Publicado en 2003 por Círculo de Lectores)
- El cartero que se convirtió en carta. (escrito por Alfredo Gómez Cerdá, Publicado en 2003 por Edelvives, Colección “Ala Delta”)
- Diecisiete cuentos y dos pingüinos.(Escrito por Daniel Nesquens, Publicado en 2000 por Anaya, Colección “Sopa de libros”)
- ¡Mecachis, quiero ser grande!
- ¡Oh, qué voz tiene el león! (Escrito por Ricardo Alcántara, Publicado en 2003 por Círculo de Lectores)
- Elefante corazón de pájaro. (Escrito por Mariasun Landa, Publicado en 2005 por Anaya, Colección “Sopa de libros”)
- Mi laberinto. (Escrito por Pablo Guerrero, Publicado en 2003 por Kókinos)
- Un bicho raro. (Escrito por Paz Rodero, Publicado en 2003 por Editorial Luis Vives)
- Chusco, un perro callejero. (Escrito por Begoña Ibarrola López de Davalillo, Publicado en 2004 por Ediciones SM)
- Este monstruo me suena. (Escrito por Gabriela Keselman Porter, Publicado en 2004 por La Galera, Colección “Primeros lectores”)
- Lágrimas de cocodrilo.
- ¿Qué hace un cocodrilo por la noche? (Escrito por Kathirin Kiss, Publicado en 1998 por Kókinos)
- ¡Cierra la boca! (Escrito por Miguel Ángel Mendo, Publicado en 2004 por Ediciones Alfaguara)
- Cúper, cazador de moscas. (Escrito por Montse Ganges, Publicado en 2005 por Combel Editorial)
- Cúper es así.  (Escrito por Montse Ganges, Publicado en 2005 por Combel Editorial)
- Cúper, perro volador. (Escrito por Montse Ganges, Publicado en 2005 por Combel Editorial)
- Cúper, rey de isla Colchoneta. (Escrito por Montse Ganges, Publicado en 2005 por Combel Editorial)
- Oscar tiene frío. (Escrito por Ricardo Alcántara, Publicado en 2006 por Ediciones Alfaguara, Colección “Alfaguara infantil, Serie Amarilla”)
- Oscar ya no se enfada.(Escrito por Ricardo Alcántara, Publicado en 2006 por Ediciones Alfaguara, Colección “Alfaguara infantil, Serie Amarilla”)
- El secreto de Oscar. (Escrito por Ricardo Alcántara, Publicado en 2006 por Ediciones Alfaguara)
- No te lo tomes al pie de la letra.(Escrito por Miguel Ángela Mendo, Publicado en 2003 por Ediciones SM)
- Amigos del alma. (Escrito por Elvira Lindo, Publicado en 2004 por Ediciones Alfaguara)
- Discurso del oso. (Escrito por Julio Cortázar, Publicado en 2008 por Libros del Zorro Rojo, Colección “Libros de cordel”)
- El duende y el robot. (Escrito por Fernando Alonso, Publicado en 1997 por Ediciones Gaviota, Colección “Gaviota junior”)
- Feral y las cigüeñas. (Escrito por Fernando Alonso, Publicado en 2010 por Editorial Planeta)
- Handia izan nahi dut. (Escrito por Ricardo Alcántara, Publicado en 2000 por Ttarttalo)
- Historias de una isla llamada esperanza. (Escrito por Fernando Alonso, publicado en 2010 por Oxford University Press España, Colección “El árbol de la lectura”)
- La bruja de la montaña. (Escrito por Gloria Cecilia Díaz, Publicado en 1990 por Ediciones SM, Colección “El barco de vapor, serie blanca”)
- El libro de las fábulas. (Escrito por Concepción Cardeñoso Sáenz de Miera, Publicado en 2010 por Combel Editorial)
- El niño gol. (Escrito por Ramón García Domínguez, Publicado en 2010 por Editorial Luis Vives)
- El rastro de “el caracol”; y otras historias policiacas. (Escrito por Wolfgang Ecke, Publicado en 1991 por Espasa Libros)
- Rumbo a Marte. (Escrito por Fernando Alonso, Publicado en 2009 por Anaya)
- Superlibro 3, cuentos tradicionales. (Escrito por Mercedes Castro, Publicado en 2004 por Santillana)
- Superlibro 5, cuentos tradicionales. (Escrito por Mercedes Castro, Publicado en 2004 por Santillana)
- El tesoro de Quico. (Escrito por Carmen Gil Martínez , publicado en 2006 por Ediciones SM)
- Bolinga. (Escrito por Elvira Lindo, Publicado en 2008 por Ediciones alfaguara, Colección “Próxima parada Alfaguara, Serie Morada”)
- ¿Quién anda ahí?
- El maravilloso puente de mi hermano. (Escrito por Ana María Machado, Publicado en 2011 por Editorial Luis Vives)
- Cloti, la gallina detective y el conejo Matías Plum. El misterio de la momia locatis. (Escrito por Luisa Villar Liébana, Publicado en 2008 por Macmillan Iberia, Colección “Librosaurio”)
- Cloti, la gallina detective y el conejo Matías Plum. El misterio de los huevos de oro. (Escrito por Luisa Villar Liébana, Publicado en 2008 por Macmillan Iberia, Colección “Librosaurio”)
- Galletas chinas
- El castillo de arena
- Nadie ve las cosas como Rosalín. (Escrito por Paloma Sánchez Ibarzábal, Publicado en 2011 por Editorial Luis Vives)
- Días de clase. (Escrito por Daniel Nesquens, Publicado en 2004 por Anaya, Colección “Sopa de libros”)
- ¡Susie, otra vez con tus historias! (Escrito por Dorota Suwalska, Publicado en 2011 por Pearson Alhambra)
- Cuentos escritos a máquina. (Escrito por Gianni Rodari, Traducido por Esther Benítez, Publicado en 2002 por Ediciones Alfaguara)
- Los sonidos de la noche. (Escrito por Javier Sobrino, Publicado en 2012 por Ekaré Europa, Colección “Ponte poronte”)
- Las cuatro estaciones. (Escrito por José Antonio Abad Valera, Publicado en 2012 por Kalandraka Editora)
- Dodo